# Disciples: Sacred Lands
Disciples: Sacred Lands là một trò chơi máy tính thuộc thể loại chiến lược theo lượt do hãng Strategy First phát triển và GT Interactive phát hành vào năm 1999. Game lấy bối cảnh trong một thế giới huyền bí được gọi là Sacred Lands (xứ sở thiêng liêng), mà tâm điểm là cuộc chiến tranh bá đồ vương giữa bốn chủng tộc của thế giới Nevendaar gồm: The Empire (con người), Mountain Clans (người lùn), Legions of the Damned (ác quỷ) và Undead Hordes (thây ma).

## Lối chơi
Lối chơi của game gồm ba thành phần chính: The Capital City (thủ đô) là nơi người chơi chiêu binh mãi mã, xây dựng nhà cửa và nghiên cứu phép thuật, The Adventure Map (bản đồ phiêu lưu) là nơi người chơi dẫn dắt vị anh hùng và đội quân của mình khám phá đất đai và Battle Screen (màn hình trận đánh) là nơi diễn ra các trận chiến giữa những phe thù địch gặp nhau trên bản đồ phiêu lưu. Nhìn chung trò chơi có nhiều điểm tương đồng với dòng game Heroes of Might And Magic; như có một nhà lãnh đạo của từng phe, ô sinh vật, cải thiện thành phố, bản đồ phiêu lưu với các nguồn tài nguyên và các sinh vật thù địch cùng với lối chơi theo lượt.
Những nét chính trong Disciples gồm:
- Những đội hình nhỏ với kinh nghiệm: Trái ngược với đối thủ Heroes of Might and Magic, quân đội của Disciples không bao gồm những 'stack' (ngăn xếp) mà là các nhóm nhỏ đơn vị cá nhân chỉ có thể được chiêu mộ ở cấp độ thấp nhất và sẽ được nâng cấp khi có điểm kinh nghiệm.
- Vị trí chiến đấu cố định: Các trận không diễn ra trên một "bản đồ" mà các đơn vị có thể di chuyển vào. Chúng đã có những địa điểm cụ thể mà đại diện của mình trên một mặt phẳng chỉ hoàn toàn mang tính tượng trưng, và chúng có thể tấn công bất cứ mục tiêu đối phương nào (mặc dù có những hạn chế về cấp bậc và các cuộc tấn công cận chiến), tương tự như hệ thống chiến đấu trong các game nhập vai chiến thuật.
- Phong cách nghệ thuật đặc biệt: Yếu tố đồ họa và nghệ thuật trong Disciples dù là trên máy tính và vẽ tay, đều luôn luôn mang theo một phong cách rất khác biệt, với màu nâu sẫm và màu sắc ảm đạm, những chi tiết đậm chất baroque và tỷ lệ sai lệch. Cả bầu không khí của trò chơi đã được cải tiến đáng kể bởi đồ họa đặc trưng.

Disciples: Sacred Lands có một phần tiếp theo với lối chơi tương tự là Disciples II: Prophecy Dark.